# Sharon Carter
Pour les articles homonymes, voir Carter.
Sharon Carter est un personnage appartenant à l’univers de Marvel Comics. Créée par le scénariste Stan Lee, le dessinateur Jack Kirby et l'encreur Dick Ayers, elle apparaît pour la première fois dans le comic book Tales of Suspense #75 en 1966. Dans les comics, présenté à l’origine comme la jeune sœur de Peggy Carter, le personnage fut réintégré dans la continuité Marvel en tant que nièce de la résistante.
Dans l'Univers cinématographique Marvel, le personnage de Sharon Carter est interprété par Emily VanCamp.

## Biographie du personnage
Sharon Carter est la fille de Harrison et Amanda Carter, deux riches virginiens, et la nièce de Peggy Carter. Inspirée par les histoires de sa tante Peggy dans la Résistance française aux côtés de Captain America (qui tombe d'ailleurs amoureux d'elle sans connaître son nom, mais n'a jamais le temps de la retrouver), la jeune fille s'engage dans le SHIELD, alors récemment formé.
Durant une mission contre l’HYDRA, elle est aidée par son idole pour vaincre le mercenaire Batroc.
Sous le nom de code d’Agent 13, elle devient l’assistante du super-héros dans son combat contre l’AIM et Crâne Rouge, puis tous deux commencent une relation amoureuse.
Au cours d'une mission d'espionnage, elle infiltre un groupe terroriste néo-nazi nommé Force Nationale, dirigé par le Docteur Faustus, et est apparemment tuée dans une explosion calibrée, laissant Steve Rogers éploré de chagrin.
Toutefois, sa mort n'était qu'un subterfuge du SHIELD et de son directeur Nick Fury. Sharon Carter vit des mois à l'étranger, se déplaçant en Asie, où elle vit en tant que mercenaire pendant des années, s'abaissant parfois à accomplir des missions douteuses ce qui lui coûte son idéalisme.
Elle infiltre un groupe terroriste, Kubekult, qui visait à ressusciter Adolf Hitler avec un cube cosmique. Captain America finit par la retrouver, mais Sharon le garde à distance tout en l'aidant dans ses missions.

### Civil War
Sharon est initialement une supportrice du SuperHuman Registration Act mais ne put se résoudre à appréhender son compagnon, réfractaire au projet, pas plus que Nick Fury ou encore les Vengeurs Secrets. À la mort tragique de Bill Foster (alias Black Goliath), elle abandonne son poste et rejoint les rebelles. Captain America se rend finalement aux autorités, mettant fin à la Guerre Civile entre héros.
Dans Captain America Vol.3 #25, alors qu'il se rend à son procès, Steve Rogers est pris pour cible par le sniper Crossbones, ce qui provoque la panique autour du bâtiment. Blessé, il est discrètement achevé de trois balles à bout portant par Sharon Carter elle-même. Elle avait précédemment été hypnotisée par le Dr. Faustus, partenaire de Crâne rouge. La suggestion était si forte et habile qu'elle ignore même avoir tiré.
Toujours sous l'influence de Faustus, elle rejoint l'organisation de Crâne rouge et se sert de son poste pour écarter la Veuve Noire et le Faucon des affaires du nazi. On apprend à ce moment qu'elle attendait un enfant de Steve Rogers, mais elle fait une fausse couche. Elle est finalement libérée par Faustus et tue Aleksander Lukin. Toutefois, Crâne rouge lui échappe. Peu après, encore choquée par les événements, elle quitte le SHIELD.

### Le Soldat de l'Hiver
Sharon est pendant un bref moment la directrice exécutive du SHIELD, pendant l'absence de Nick Fury. Elle redevient par la suite agent de terrain sous les ordres du directeur Jacob Strzeszewski (Agent 10), puis sous les ordres de Maria Hill où elle est l'agent de liaison entre l'agence et Captain America et doit faire des rapports sur les activités du héros. Lors de son enquête sur Jack Monroe (Bucky des années 1950), elle est enlevée par le Soldat de l'Hiver, et utilisée en tant qu'appât afin d'attirer Steve dans un piège tendu par le Général Aleksander Lukin (qui partage son corps avec Crâne rouge), les deux héros s'en sortent indemnes et découvre la véritable identité du Soldat de l'Hiver : Bucky. Ils lui rendent sa mémoire à l'aide du Cube cosmique que Crâne rouge et Lukin avaient en leur possession. Finalement au cours de cette mission, Steve et Sharon recommencent une relation.

### Captain America: Reborn
Dans la mini-série Captain America: Reborn, elle enquête et découvre qu'elle était responsable de la mort du héros. Elle cherche donc un moyen de le ramener à la vie, tout comme Norman Osborn qui, de son côté, désirait récupérer le corps de Cap pour y transférer l'esprit de Crâne rouge et en faire le chef de ses Dark Avengers. Osborn piège l'espionne et la dénonce publiquement comme la meurtrière du patriote. Il menace ensuite d'éliminer le Winter Soldier. Sharon est alors obligée de se rendre et est conduite en Latvérie. Là, elle utilise la machine temporelle du Docteur Fatalis et réussit à ramener Captain America dans le présent avant qu'il ne soit abattu.
Elle aide depuis[Quand ?] Les Vengeurs secrets de Captain America, en tant qu'agent de liaison.

## Capacités et équipement
Sharon Carter a reçu un entrainement d'agent du SHIELD, et est une bonne combattante au corps à corps. Elle est aussi douée en technique informatique, pilotage et armes modernes.

## Apparitions dans d'autres médias

### Univers cinématographique Marvel
Sauf indication contraire, les informations mentionnées dans cette section peuvent être confirmées par la base de données cinématographiques IMDb,  présente dans la section « Liens externes ».

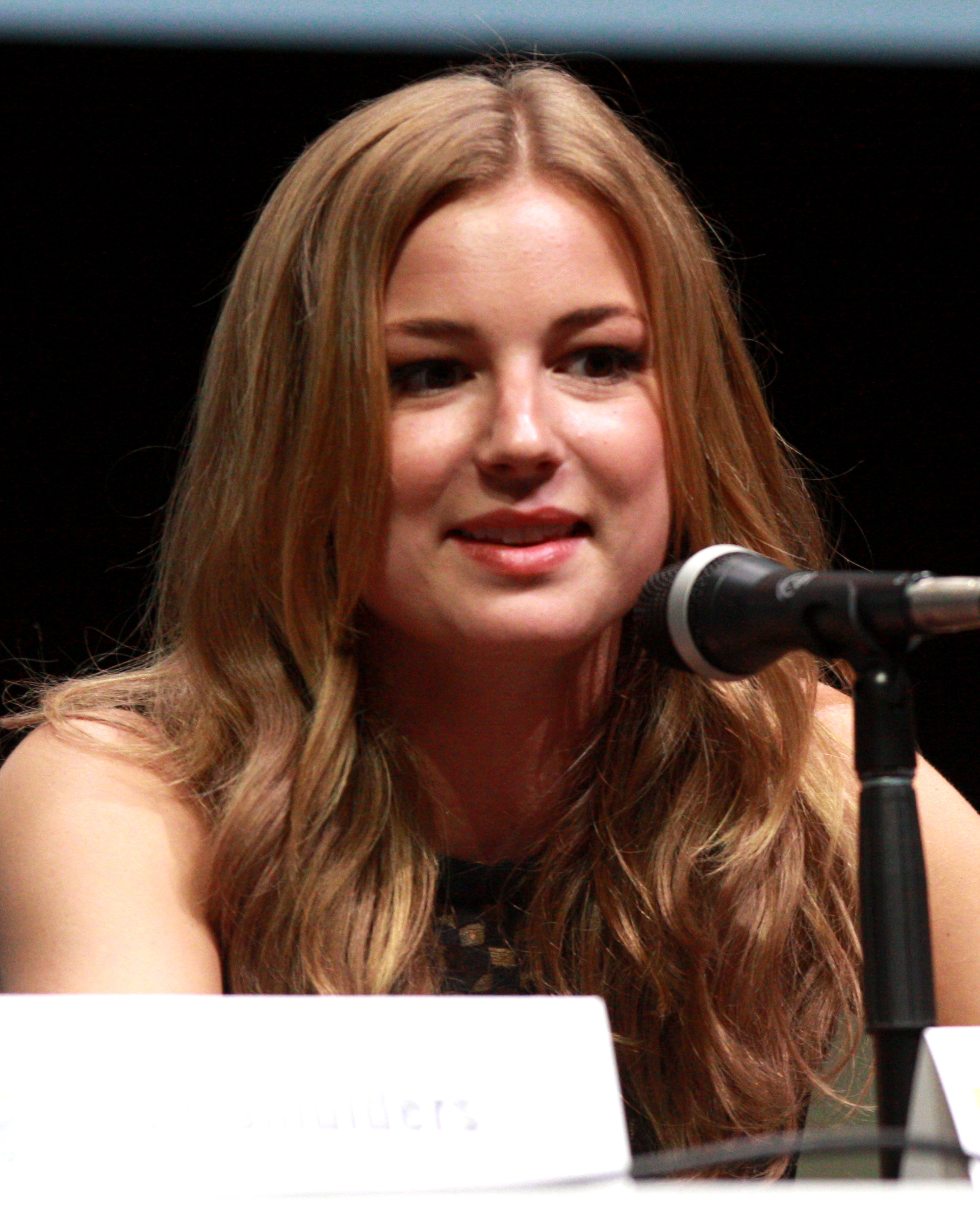
Emily VanCamp incarne Sharon Carter dans l'univers cinématographique Marvel

Le personnage est interprété par Emily VanCamp dans l'univers cinématographique Marvel :
- 2014 : Captain America : Le Soldat de l'hiver réalisé par Anthony et Joe Russo

Agent du SHIELD, Sharon Carter a été chargée par Nick Fury de protéger Captain America. Elle et Steve Rogers n’ont pas de relation amoureuse, mais la Veuve Noire n’a de cesse de l'encourager à sortir avec elle. Après la chute du SHIELD, on la voit s'exercer sur un stand de tir de la CIA.
- 2016 : Captain America: Civil War réalisé Anthony et Joe Russo

Sa tante Peggy Carter décède et elle retrouve Steve Rogers qui lui révèle donc son lien de parenté. Peu après elle aide le camp de Captain America avant son affrontement contre le camp d'Iron Man.
- 2021 : What If...? (série télévisée d'animation)
- 2021 : Falcon et le Soldat de l'Hiver (série télévisée)

Après les évènements de Civil War, Sharon Carter est devenue une fugitive. Elle a refait sa vie dans l'état insulaire indonésien de Madripoor où elle a fait fortune dans le trafic d'oeuvres d'art. Elle apporte son aide à Sam Wilson et Bucky Barnes dans leur recherche du créateur du sérum du super-soldat que se sont administrés leurs adversaires menés par Karli Morgenthau, la leader de l'organisation Flag-Smashers. Réhabilitée, comme promis par Sam, dans le dernier épisode, il est révélé que Sharon est en réalité Power Broker, une entité secrète puissante qui cherche à faire tomber le pouvoir. Maintenant réintégrée au service des États-Unis, elle compte utiliser cette position pour servir ses intérêts.

### Télévision
- 1997 : Spider-Man, l'homme-araignée (série d'animation)

### Cinéma
- 1990 : Captain America réalisé par Albert Pyun

Le personnage se nomme Sharon Cooperman, elle est amoureuse de Cap.

### Jeux vidéo
Dans le jeu vidéo Ultimate Spider-Man (2005), elle est doublée par Jane Hajduk. Elle apparaît également dans Marvel Heroe.
Dans le jeu vidéo Marvel Snap (2022)